# Yogaville (Virginia)
Yogaville es un lugar designado por el censo situado en el condado de Buckingham, Virginia  (Estados Unidos). Según el censo de 2010 tenía una población de 226 habitantes.

## Demografía
Según el censo de 2010, Yogaville tenía una población en la que el 93,8% eran blancos; el 1,8% afroamericanos; el 0,4% eran indios americanos y nativos de Alaska; el 1,8% eran asiáticos; el 0,0% hawaianos y otros isleños del Pacífico; el 0,0% de otra raza, y el 2,2% a partir de dos o más razas. El 3,1% del total de la población eran hispanos o latinos de cualquier raza.